# وارك (الداوريني)
وارك هو دُوَّار يقع بجماعة مولاي أحمد الشريف، إقليم الحسيمة، جهة طنجة تطوان الحسيمة في المملكة المغربية. ينتمي الدوّار لمشيخة الداوريني التي تضم 7 دواوير. يقدر عدد سكانه بـ 2964 نسمة حسب الإحصاء الرسمي للسكان والسكنى لسنة 2004.

## روابط خارجية
- البوابة الوطنية للجماعات الترابية
- المندوبية السامية للتخطيط